# Dekanat Central
Dekanat Central – jeden z 13 dekanatów rzymskokatolickiej archidiecezji Brisbane w Australii. 
Według stanu na wrzesień 2016 w skład dekanatu wchodziło 11 parafii rzymskokatolickich. 
Dziekanem jest ks. David Pascoe, proboszcz parafii św. Szczepana w Brisbane, zaś siedziba dekanatu znajduje się pod adresem 249 Elizabeth Street, Brisbane 4000, GPO Box 282, Brisbane 4001. 
Swoim zasięgiem dekanat obejmuje centralną i zachodnią część miasta Brisbane. 

## Lista parafii
Źródło:
| Lp. | Miejscowość    | Parafia                                      | Grafika | Kościół                                                    | Adres                                                         |
| --- | -------------- | -------------------------------------------- | ------- | ---------------------------------------------------------- | ------------------------------------------------------------- |
| 1   | Bowen Hills    | Parafia Najświętszej Maryi Panny Zwycięskiej |         | Kościół Najświętszej Maryi Panny Zwycięskiej w Bowen Hills | 1 Roche Avenue Bowen Hills 4006                               |
| 2   | Brisbane       | Parafia św. Szczepana                        |         | Archikatedra św. Szczepana w Brisbane                      | Ground Floor, Mercy House 172 Charlotte Street, Brisbane 4000 |
| 3   | Buranda        | Parafia św. Łukasza                          |         | Kościół św. Łukasza w Buranda                              | Episcopal Offices, 277 Elizabeth Street Brisbane 4000         |
| 4   | Dorrington     | Parafia św. Olivera Plunketta                |         | Kościół św. Michała w Dorrington                           | 250 Banks Street Dorrington 4060                              |
| 5   | Dutton Park    | Parafia św. Ity                              |         | Kościół św. Ity w Dutton Park                              | 247 Gladstone Road Dutton Park 4102                           |
| 6   | Lutwyche       | Parafia Świętego Krzyża                      |         | Kościół Świętego Krzyża w Lutwyche                         | Cnr of Chalk and Morris Streets Lutwyche 4030                 |
| 7   | New Farm       | Parafia Świętego Ducha                       |         | Kościół Świętego Ducha w New Farm                          | 16 Villers Street New Farm 4005                               |
| 8   | East Brisbane  | Parafia w Paddington                         |         | Kościół jubileuszowy w Paddington                          | 333 Given Terrace Paddington 4064                             |
| 9   | South Brisbane | Parafia Najświętszej Maryi Panny             |         | Kościół Najświętszej Maryi Panny w South Brisbane          | 47 Dornoch Terrace West End 4101                              |
| 10  | South Brisbane | Parafia św. Klemensa                         |         | Kościół św. Klemensa w South Brisbane                      | 74 Ernest Street South Brisbane 4101                          |
| 11  | The Gap        | Parafia w The Gap                            |         | Kościół w The Gap                                          | 41 Chaprowe Road The Gap 4061                                 |